# Samsung Galaxy Fold
Il Samsung Galaxy Fold è uno smartphone pieghevole basato su Android sviluppato da Samsung Electronics.
Presentato il 20 febbraio 2019, è stato immesso sul mercato il 6 settembre 2019 in Corea del Sud dopo i problemi allo schermo riscontrati dopo appena un giorno di utilizzo dai giornalisti e recensori che avevano ricevuto lo smartphone in anteprima. Il dispositivo è in grado di essere aperto per esporre un display flessibile da tablet da 7,3 pollici, mentre la parte anteriore contiene un display "cover" più piccolo, destinato ad accedere al dispositivo senza aprirlo.

## Specifiche

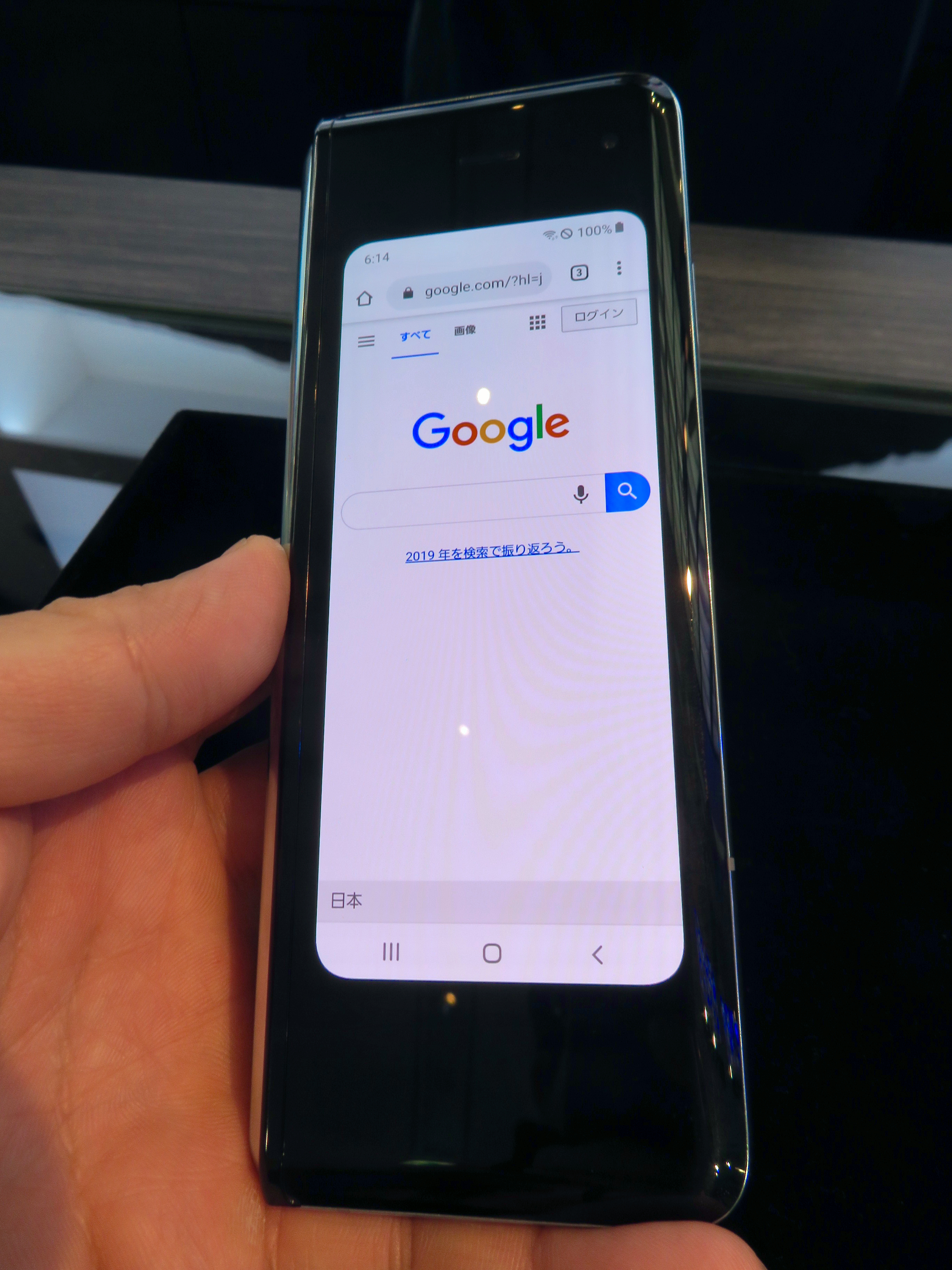
Samsung Galaxy Fold chiuso

Il Galaxy Fold contiene due display: uno piccolo da 4,6 pollici all'esterno del dispositivo, progettato per l'uso con una sola mano, e uno più grande da 7,3 pollici che si attiva una volta aperto lo smartphone. Samsung ha stimato come il meccanismo di piegatura sia in grado di sopportare un limite di 200.000 utilizzi. Lo schermo più grande è caratterizzato da un grande notch nell'angolo in alto a destra ed è rivestito da un laminato multistrato plastificato anziché da un vetro. Il pulsante d'accensione integra un lettore di impronte digitali.
Samsung non ha dichiarato quale SoC ha montato nel Galaxy Fold, dichiarando solo che si trattava di una CPU "all'avanguardia" con un processo di produzione di 7 nanometri. Successivi smontaggi del dispositivo effettuati da recensori specializzati hanno evidenziato che montasse un Qualcomm Snapdragon 855, utilizzato in tutte le regioni (a differenza di altri telefoni Samsung che sono stati divisi tra Snapdragon e i chip Exynos interni di Samsung a seconda del mercato). Il Galaxy Fold, inoltre, ha una RAM da 12 GB e uno spazio d'archiviazione interno da 512 GB non espandibile.
Il Galaxy Fold è venduto con una variante 5G. Il dispositivo contiene due batterie divise tra le due metà, per una capacità totale di 4380 mAh. Il Galaxy Fold possiede sei fotocamere che utilizzano gli stessi sensori implementati sul Galaxy S10+, tra cui tre moduli per la fotocamera posteriore (uno classico da 12 megapixel, un teleobiettivo da 12 megapixel e uno ultragrandangolare da 16 megapixel) più una fotocamera frontale da 10 megapixel nella parte esterna e un'altra da 10 megapixel, accompagnata da un sensore di profondità RGB, nella parte interna.
Il sistema operativo di default è Android 9.0 Pie con interfaccia One UI 1.1: tramite la modalità multischermo è possibile posizionare sullo schermo fino a tre app supportate contemporaneamente. Le app aperte sullo schermo più piccolo possono espandersi nei loro layout più grandi e orientati ai tablet quando l'utente apre il dispositivo.
Nel corso del 2020, Galaxy Fold è stato aggiornato ad Android 10 con One UI 2.1 e all'inizio del 2021 ha ricevuto Android 11 con One UI 3.0, poi passata alla versione 3.1 e dopo ancora alla versione 3.1.1.
Fra la fine di dicembre 2021 e gennaio 2022 Samsung avvia il rilascio dell'aggiornamento ad Android 12 con One UI 4.0, passata a partire da marzo alla versione 4.1.

## Controversie
Le unità di revisione hanno mostrato un alto tasso di guasti al display: per esempio, la piega del display interno conteneva notevoli fori nella parte superiore e inferiore, rendendola suscettibile ai detriti estranei che passavano sotto lo schermo, danneggiandolo con dei "rigonfiamenti". Inoltre, diversi altri revisori hanno danneggiato lo schermo rimuovendo erroneamente uno degli strati di laminato trasparente che lo ricopre. Samsung ha avvertito che lo "strato protettivo speciale" che ricopre lo schermo non deve essere rimosso, poiché ciò potrebbe causare danni allo schermo ma sono state espresse preoccupazioni in merito al fatto che i consumatori avrebbero potuto confonderlo con una normale protezione dello schermo preinstallata senza opportuni avvisi: le unità di vendita al dettaglio del Galaxy Fold, a tal proposito, contenevano un disclaimer. L'azienda in seguito dichiarò che avrebbe "ispezionato a fondo" le unità di controllo difettose per indagare sui problemi.
Dopo alcune notizie emerse secondo cui Samsung avrebbe rinviato un evento di lancio in Cina, la stessa ha annunciato il 22 aprile che il lancio (originariamente fissato per il 26 aprile) sarebbe stato posticipato a data da destinarsi per poter risolvere il problema, e che quindi avrebbe annunciato la nuova data entro le settimane seguenti. Samsung ha poi annunciato che i preordini del Galaxy Fold sarebbero stati automaticamente annullati qualora il dispositivo non fosse stato spedito entro il 31 maggio e il cliente non avrebbe altrimenti confermato l'ordine.
Il 24 luglio 2019, Samsung ha annunciato che stava lavorando a una versione rivista dello smartphone da rilasciare entro settembre, con ulteriori modifiche al design intese a rinforzare lo schermo e proteggere la cerniera con "tappi" nelle parti superiore e inferiore della cerniera, strati extra di metallo sotto lo schermo per migliorarne la robustezza e uno strato protettivo esteso sotto le cornici per tenerlo in posizione e impedire la rimozione accidentale. Samsung ha anche affermato di aver ridotto lo spazio tra la cerniera e il corpo del dispositivo. L'azienda ha emesso istruzioni di cura più dettagliate per la nuova versione, avvisando gli utenti di non posizionare oggetti o adesivi sullo schermo, premere lo schermo con oggetti duri, esposizione a liquidi o piccole particelle, di non rimuovere lo strato protettivo e avvertendo anche di non posizionare il telefono vicino ad oggetti sensibili ai magneti (come le carte a banda magnetica e gli impianti medici).

## Critiche
Il Galaxy Fold ha ricevuto diverse recensioni pre-rilascio, con elogi per il suo design innovativo, ma con critiche che hanno evidenziato come il rivestimento in plastica dello schermo non fosse resistente o durevole rispetto a un classico schermo in vetro per smartphone, concludendo che il Galaxy Fold era più un prototipo che un dispositivo mirato al mercato di massa. I critici hanno anche mostrato preoccupazioni sull'esposizione del Galaxy Fold ai danni causati da detriti a causa della mancanza di protezione intorno alla cerniera del display, dopo che gli schermi di alcune unità recensite erano stati danneggiati in modo irreversibile anche solo rimuovendo accidentalmente lo strato di plastica protettivo sulla parte superiore dello schermo (che, come già detto, avrebbe potuto essere scambiato come una normale protezione dello schermo). Samsung ha affermato di aver venduto un milione di unità dal lancio entro dicembre 2019, ma ha successivamente negato ammettendo di aver riferito di vendite aspettative come vendite effettive.